# 1177 en Irlande
Chronologie de l'Irlande
- 1173
- 1174
- 1175
- 1176
- 1177
- 1178
- 1179
- 1180
- 1181

Cette page liste les événements de l'année 1177 en Irlande.

## Événements
- Janvier – février - John de Courcy commence sa conquête de l’ Ulster par la prise de Dun de Lethglas (aujourd'hui Downpatrick)[1].
- Mai - Concile d'Oxford: Jean sans Terre est nommé Seigneur d'Irlande et des terres dans les royaumes de Cork et de Limerick sont accordés aux vassaux normands[1]. Des administrateurs royaux sont également affectés à la province de Leinster.
- Juin - John de Courcy se défait le dernier roi d'Ulster, Ruaidrí mac Con Ulad Mac Duinn Sléibe, et décide d'établire sa capitale à Carrickfergus et de commencer la construction du château de Dundrum dans le comté de Down[2].
- Áed in Macáem Tóinlesc, roi d'Ailech, est tué et destitué par Máel Sechlainn mac Muirchertaig Mac Lochlainn[3].
- Les fils de Ruaidrí Ua Conchobair, haut roi du Connacht, se rebellent contre lui.
- Tyrell, baron de Castleknock, cède des terres à Kilmainham au prieuré d'Irlande de l'ordre de Saint-Jean de Jérusalem.
- Hugh de Lacy, seigneur de Meath, construisit une motte castrale à Clonard, dans le comté de Meath. C'est toujours un monument bien connu dans le village.

## Morts
- Áed in Macáem Tóinlesc, roi d'Ailech